# مایفکا (شهرستان میشکینسکی، باشقیرستان)
مایفکا (انگلیسی: Mayevka, Mishkinsky District, Republic of Bashkortostan) یک شهرک در شهرستان میشکینسکی استان باشقیرستان کشور روسیه است.